# Вивон
Вивон — уезд (кун) в провинции Чагандо, Северная Корея. Уезд граничит с Китаем (на севере) по реке Ялуцзян, уездами Манпхо и Сиджун на севере, Канге и Сонган на востоке, Чончхон на юго-востоке, Копун на юге и западе, Чосан на западе.

## География
Рельеф гористый, основной массив гор Каннам лежит на юго-востоке уезда. Самой высокой точкой является Сунджоксан (숭적산, 1984 м). Высокие горы и возвышенности есть вдоль границы с уездами Копун и Чосан. Климат континентальный, с холодной зимой и среднегодовой температурой +6 ℃.

## Экономика
Основой местной экономики являются лесозаготовки и сельское хозяйство. Из-за малой площади пахотных земель рис выращивается только в личных хозяйствах. Выращивается соя, кукуруза и картофель. В сентябре 2005 года Северная Корея объявила о завершении строительства второй электростанции в Вивоне для поставки электроэнергии в лесной лагерь.